# Университет (станция метро, Москва)
«Университе́т» — станция Московского метрополитена на Сокольнической линии. Расположена между станциями «Воробьёвы горы» и «Проспект Вернадского». Находится на территории района Раменки Западного административного округа и Гагаринского района Юго-Западного административного округа Москвы. Является объектом культурного наследия народов России регионального значения.

## История
Своё название получила по расположенному неподалёку МГУ им. Ломоносова. Выбор места станции (на сравнительно большом расстоянии от комплекса зданий университета) обусловлен тем, что котлован и путевые тоннели невозможно было построить в непосредственной близости к главному зданию МГУ. Кроме того, расположение станции обеспечивает близость к маршрутам наземного транспорта и близлежащим жилым кварталам.
Станция была открыта 12 января 1959 года в составе участка «Спортивная» — «Университет», после ввода в эксплуатацию которого в Московском метрополитене стало 55 станций. С открытием станции завершилось строительство пятой очереди Московского метро.

## Вестибюли и пересадки
По обе стороны проспекта Вернадского (на пересечении с Ломоносовским проспектом) расположены два вестибюля-ротонды. Архитекторы вестибюлей — Н. А. Быкова, И. Г. Таранов, при участии Ю. А. Черепанова.
Оба вестибюля выстроены по схожему проекту, представляют собой одноэтажные здания с плоской крышей, широким карнизом, опирающимся на ряд колонн, опоясывающих вестибюли по периметру. Большую часть площади стен занимают высокие окна. Вход и выход из вестибюлей разделены, с внешней стороны между ними стены окаймляет ряд низких и широких скамеек. Кассовый зал и служебные помещения размещаются во внешнем полукольце у входа.
Северный вестибюль имеет выход на площадь Джавахарлала Неру (пересечение Ломоносовского проспекта и проспекта Вернадского), южный — на другой стороне проспекта Вернадского, несколько в глубине квартала (перед ним трамвайное кольцо).
Выход к южному вестибюлю осуществляется по лестницам из центра зала, затем по переходу и эскалаторному наклону. Стены перехода облицованы красным мрамором, пол отделан серым гранитом. К северному вестибюлю пассажиры попадают непосредственно из северного торца станции.
В южном вестибюле с 1967 по 2015 год находился Склад забытых вещей Московского метрополитена (в период с 1953 года по 1967 год он был расположен в наземном вестибюле станции «Комсомольская», в настоящее время располагается на станции «Котельники»). Здесь в течение трёх месяцев хранились вещи, забытые на станциях, в вестибюлях или в вагонах электропоездов. По истечении трёх месяцев потерянные вещи поступают в Госфонд. Вход на Склад находился в южной части вестибюля, во внешнем полукольце (по левую сторону от входа со стороны Проспекта Вернадского) под вывеской отделения полиции.
Планируется замена эскалаторов в северном вестибюле станции.
| - Южный наземный вестибюль - Северный наземный вестибюль |

## Техническая характеристика
Конструкция станции — пилонная трёхсводчатая глубокого заложения (глубина заложения — 26,5 метра). Диаметр центрального зала 9,5 метра, боковых — 8,5 метра. Обделка из чугунных тюбингов. За станцией имеются оборотные тупики для технического обслуживания и отстоя поездов.

## Оформление
Станция стала последней в Московском метро, конструктивно схожей с другими станциями глубокого заложения, построенными в стилистике сталинской архитектуры. Вместе с тем, её оформление уже отличается заметным аскетизмом. Таким образом, архитектурный стиль станции — переходный от «сталинского» к «хрущёвскому».
Массивные пилоны станционного зала облицованы светлым мрамором. Глухой торец станции никак не украшен, отделан таким же мрамором (у стены располагается служебная лестница в подплатформенные помещения). Путевые стены станции отделаны глазурованной керамической плиткой: верх — жёлтого цвета, низ — чёрного. Пол выложен серым и розовым гранитом. Стены проходного коридора к выходу на проспект Вернадского облицованы красным мрамором, пол выложен мозаикой из серых и розовых гранитных плит.

## Связь
В июле 2009 года станция «Университет» стала первой станцией Московского метрополитена, оснащённой сетью 3G от МТС.

## Станция в цифрах
- Код станции — 017.
- Согласно исследованию компании 3stars, работающей в области цифровой наружной рекламы, в марте 2002 года пассажиропоток составлял: по входу — 73,9 тысячи человек, по выходу — 69 тысяч человек[5].
- Время открытия станции для входа пассажиров — 5 часов 35 минут, время закрытия — в 1 час ночи[6].
- Таблица времени прохождения первого поезда через станцию[7]:

| По чётным числам                         | Будние дни | Выходные дни |
| По нечётным числам                       | Будние дни | Выходные дни |
| В сторону станции «Воробьёвы горы»       | 5:46:00    | 05:47:00     |
| В сторону станции «Воробьёвы горы»       | 05:41:00   | 05:41:00     |
| В сторону станции «Проспект Вернадского» | 05:57:00   | 05:59:00     |
| В сторону станции «Проспект Вернадского» | 05:59:00   | 05:59:00     |

## Наземный общественный транспорт
На этой станции можно пересесть на следующие маршруты городского пассажирского транспорта:
- Автобусы: м19, е29, 1, 67, 103, 111, 113, 119, 130, 138, 150, 260, 266, 394, 464, 470, 661, 845, 934
- Трамваи: 14, 26, 39

## Галерея
| - Зал станции 24 августа 2010 года - Посадочная платформа 9 июля 2015 года - Отделка пилонов 9 июля 2015 года - Эскалаторный торец 11 марта 2000 года - Лестница в середине центрального зала к выходу в южный вестибюль. 26 мая 2007 года |

## Станция в культуре
- В фильме «Я шагаю по Москве» 1963 года на станции снят один из эпизодов[9].
- В 1993 году в фильме «Настя» станция использовалась[10] в качестве вымышленной станции «имени Махно».
- Станция показана[11] в фильме «Черновик» 2018 года.